# Damà de Bruce
El damà de Bruce (Heterohyrax brucei) és una espècie de damà que viu a Angola, Botswana, Burundi, la República Democràtica del Congo, Egipte, Israel, Síria, Eritrea, Etiòpia, Kenya, Moçambic, Ruanda, Somàlia, Sud-àfrica, el Sudan, Tanzània, Uganda, Zàmbia i Zimbàbue. Els seus hàbitats naturals són les sabanes seques i les zones rocoses.
Actualment és l'única espècie del gènere Heterohyrax. Se subdivideix en vint-i-cinc subespècies diferents.